# Ішеєво (Ішимбайський район)
Іше́єво (рос. Ишеево, башк. Ишәй) — село у складі Ішимбайського району Башкортостану, Росія. Адміністративний центр Ішеєвської сільської ради.
Населення — 1000 осіб (2010; 986 в 2002).
Національний склад:
- башкири — 83%